# Maria Mutter der Kirche (Dzierżoniów)

Langhaus

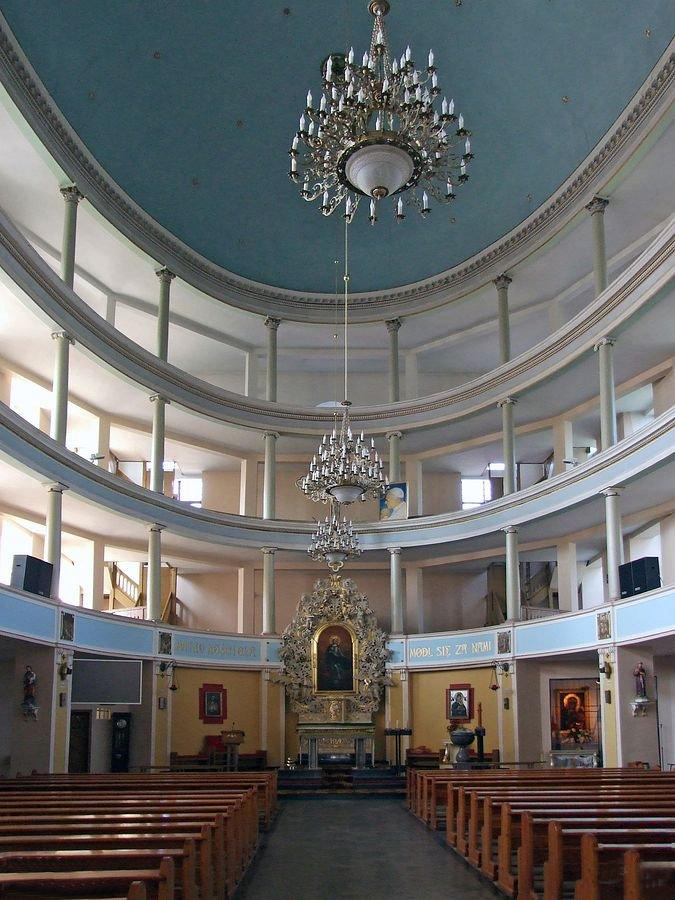
Innenraum

Die römisch-katholische Pfarrkirche Maria Mutter der Kirche (polnisch Kościół Maryi Matki Kościoła) in Dzierżoniów (deutsch Reichenbach im Eulengebirge) wurde von 1795 bis 1798 nach einem Entwurf von Carl Gotthard Langhans errichtet. Bis 1973 diente sie als evangelische Pfarrkirche und wurde darauf dem katholischen Ritus angepasst. Seit dem 3. März 1960 steht sie im Verzeichnis der Baudenkmäler unter der Nr. A/4093/654.

## Geschichte

### Vorgeschichte
Seit etwa 1525 breitete sich auch in Reichenbach die Reformation aus. In den Jahren 1555 bis 1629 diente die bis dahin katholische Pfarrkirche St. Georg den Protestanten als Gotteshaus. 1629 wurde der evangelische Gottesdienst unterbrochen und von 1642 bis 1643 wieder kurzzeitig unter schwedischen und sächsischen Schutz aufgenommen. Noch während des Dreißigjährigen Krieges wurde die Gegenreformation durchgeführt und den Protestanten die Gotteshäuser in Reichenbach, Bertholdsdorf, Güttmannsdorf, Neudorf und Olbersdorf weggenommen. Trotzdem waren um 1666/67 noch etwa drei Viertel der Stadtbevölkerung evangelisch. Die Gläubigen hielten sich zunächst zur Friedenskirche vor Schweidnitz und der Pfarrkirche in Panthenau im Kreis Nimptsch. Die preußischen Herrschaft in Schlesien ab 1742 ermöglichte in Reichenbach den Bau einer eigenen evangelischen Kirche. Zunächst fand die Predigt in einem Saal statt. 1743 wurde zum Prediger ein ordinierter Rektor berufen und ihm 1763 ein zweiter Pastor zur Seite gestellt.

### Baugeschichte
Die heutige Kirche wurde an der Stelle der „Klinkenhaus“ genannten verfallenen herzoglichen Burg nach einem Entwurf des Architekten Carl Gotthard Langhans von dem Freiburger Kirchenbaumeister Gärtner errichtet. Die Bauarbeiten erfolgten von 1795 bis 1798. Eingeweiht wurde das Gotteshaus am 26. September 1798. Der Bau kostete 53.113 Taler. Nach der Vertreibung der deutschen Bevölkerung nach 1945 wurde das Kirchengebäude der dortigen evangelisch-augsburgischen Gemeinde übergeben. Seit 1960 steht die Kirche unter Denkmalschutz. Wegen der geringen Anzahl der Gläubigen wurde die Kirche seit 1962 als Möbellager und Verkaufsstelle genutzt. 1973 wurde sie der römisch-katholischen Pfarrei St. Georg übergeben. 1974 bis 1979 wurde das Gebäude renoviert und dem katholischen Ritus angepasst. Es wurde am 27. Mai 1979 geweiht und am 15. Oktober 1981 zur Maria-Mutter-der-Kirche-Pfarrkirche erhoben.

## Architektur
Das Kirchengebäude steht auf einem rechteckigen Grundriss (37 × 22,5 m), der Glockenturm an der Ostfassade auf einem 9 × 15 m großen Sockel mit einer mächtigen, auf zwei Säulen ruhenden Bogenarkade, ähnlich wie bei anderen Kirchenbauten von Langhans. Der Turm mit zwei Etagen trägt eine Gloriole auf vier Pfeilern mit einem Kreuz an der Spitze.
Die drei Emporen mit schlanken Säulen bilden einen ovalen Innenraum, eingefügt in die rechteckigen Außenwände. Die glatte ovale Kuppel entspricht in Form und Größe dem Fußboden des Erdgeschosses.

## Pfarrei
Zur evangelischen Parochie waren 1867 gepfarrt:
- Reichenbach (3928 ev.)
- Höfendorf (29 ev.)
- Ernsdorf, königl. und städt. Anteil mit Klinkenhaus (3161 ev.)
- Bertholdsdorf (423 ev.)
- Güttmannsdorf (570 ev.)
- Harthau (295 ev.)
- Neudorf (507 ev.)
- Olbersdorf mit Scherswaldau (429 ev.).